# Старцев, Виталий Иванович
Вита́лий Ива́нович Ста́рцев (14 сентября 1931, Ленинград — 8 августа 2000, Санкт-Петербург) — советский и российский историк, специалист по истории России начала XX века. Доктор исторических наук, член-корреспондент РАО.

## Биография
Родился в Ленинграде в семье служащих. Во время ленинградской блокады вместе с бабушкой в августе 1941 года эвакуировался в Тобольск, откуда вернулся в октябре 1944 года. После окончания средней школы поступил на юридический факультет ЛГУ, окончив его в июне 1954 года.
В июне 1955 года был зачислен в штат Государственного архива Октябрьской революции и социалистического строительства Ленинградской области в качестве научного сотрудника. С июня 1958 года числился старшим научным сотрудником, а с октября — заместителем начальника Архива. С этого времени стал интересоваться политической историей России.
С декабря 1959 по ноябрь 1961 года обучался в аспирантуре Ленинградского отделения Института истории АН СССР (ЛОИИ), его научным руководителем был историк С. Н. Валк. После окончания аспирантуры Старцев был принят в этот же институт научным сотрудником, а с февраля 1968 года он стал старшим научным сотрудником. В июне 1962 года защитил диссертацию на соискание учёной степени кандидата исторических наук (по истории петроградской красной гвардии), а в 1973 году и докторскую диссертацию (о ряде работ Ленина, написанных в 1917 году), но докторская степень была утверждена лишь в декабре 1976 года и по истории КПСС. С 1965 года совмещал научную работу с преподавательской деятельностью в Ленинградском государственном педагогическом институте (ЛГПИ) им. А. И. Герцена.
Стал одним из создателей и активных участников так называемой «ленинградской школы историков революции 1917 года», сформировавшейся в ЛОИИ в конце 1960-х годов, к ней относили также таких историков, как Ю. С. Токарев, Г. Л. Соболев и О. Н. Знаменский. В период 1970-х годов опубликовал ряд исследований и монографий, посвящённых политической истории России, в том числе истории Октябрьской революции, деятельности социалистических и буржуазных партий.
В начале 1980-х годов встретил препятствия в лице нового руководства ЛОИИ и в 1982 году ушёл из института. В том же году был избран профессором кафедры истории СССР ЛГПИ (с 1991 года — Российского государственного педагогического университета, РГПУ) им. А. И. Герцена, а с апреля 1984 по январь 1998 года заведовал этой кафедрой, превратив её во влиятельный центр научных исследований. Особенно интенсивно научная работа на кафедре русской истории проводилась в 1992—1997 годах, когда на ней было проведено пять больших международных научных конференций и несколько семинаров.
В 1992 году, в условиях сокращения финансирования высшего образования и науки в России, при помощи друзей из США создал издательскую группу «Третья Россия», специализирующуюся на публикации научных монографий и диссертаций, издательство действовало до 1997 года. В июне 1992 года избран членом-корреспондентом Российской академии образования, позже стал академиком ряда общественных академий.
В 1993 году совместно с радио-журналистом А. В. Солдатовым основал радиопередачу «Петербургский исторический клуб» телерадиокомпании «Петербург» и был её бессменным ведущим до 2000 года.
В 1995 году избран членом корреспондентом Санкт-Петербургского отделения Международной академии Наук Высшей школы.
В 1997 году Старцев стал учредителем Ассоциации исторической психологии как специализированного отделения Российского философского общества).
В 1998 году баллотировался в депутаты Законодательного собрания Санкт-Петербурга, но не был избран.
В начале февраля 1998 года под давлением руководства факультета социальных наук РГПУ им. А. И. Герцена был вынужден покинуть Кафедру русской истории и педагогический университет, отказавшись от преподавания в этом учебном заведении. Вскоре он был зачислен на должность профессора 16 разряда кафедры русской истории СПбГУП и работал в этой должности с апреля 1998 года до февраля 2000 года. Одновременно с марта 1998 по июнь 2000 года по совместительству был профессором Санкт-Петербургского государственного университета — вначале на философском факультете, а затем на факультете психологии, на котором его специализацией стала политическая психология России.
За это время под его редакцией был издан весь комплекс программ по общему курсу «История мировых цивилизаций», подготовлен новый общий курс «Личность в истории», обновлено содержание систематического курса русской истории, издано несколько программ, был подготовлен новый специальный курс «История русского политического масонства начала XX века», изданы сборники ученых трудов, докладов на конференциях, монографии.
Умер после тяжёлой болезни 8 августа 2000 года. Похоронен в Санкт-Петербурге на Красненьком кладбище.

## Научный вклад
Уже первые публикации работ В. И. Старцева в 1960-е годы по истории революции 1917 года были основаны на базе объективного изучения исторических источников, а не на догматической историко-партийной традиции. Преимуществом научных трудов Старцева было описание позиций Г. Е. Зиновьева, Л. Б. Каменева, Л. Д. Троцкого. Также изучал политику других социалистических партий — меньшевиков, эсеров, народных социалистов.
В начале 1970-х годов Старцев занимался исследованием проблемы создания российского Временного правительства и проводимой им политики. В 1977—1982 гг. опубликовал четыре монографии в данной области исследований. Учёному удалось показать, что российские буржуазные партии не «боялись власти», а, наоборот, настойчиво стремились сформировать собственное правительство.
Важное значение имели работы В. И. Старцева, в которых он исследовал роль русских политических масонов в общественно-политической жизни России после Революции 1905—1907 годов и при создании Временного правительства. Старцев изучал эту проблему строго научно, не разделяя мнения о существовании тайного заговора. В опубликованной в 1996 г. монографии «Русское политическое масонство начала XX века» наиболее полно изложены результаты исследований Старцевым этого общественно-политического течения.
В конце 1980-х Старцев занимался изучением биографии и политической деятельности Л. Д. Троцкого, опубликовав на эту тему небольшие работы. В середине 1990-х предпринял исследование архива «документов Сиссона», якобы свидетельствующего о «немецком финансировании» партии большевиков, и пришёл к выводу, что это фальшивки, которые создал польский писатель Ф. Оссендовский.

## Архив
После смерти В. И. Старцева, его личный архив был передан в ЦГА СПб. Фонд Р-7160.
В состав документов входят биографические документы, материалы педагогической деятельности (лекции), рукописи трудов, а также подготовительные материалы к ним, вырезки из периодической печати, фотографии, статьи, рецензии, переписка 1953—2000 гг.

## Основные работы
Книги
- Старцев В. И. Очерки по истории Петроградской Красной гвардии и рабочей милиции. — М.; Л.: Наука (ленингр. отд-ние), 1965.
- Старцев В. И. От Разлива до Смольного. Докум. очерк о последнем подполье В. И. Ленина. — М.: Политиздат, 1977. — 184 с. — 150 000 экз. (обл.)
- Старцев В. И. Русская буржуазия и самодержавие в 1905—1907 гг.: Борьба вокруг «ответственного министерства» и «правительства доверия» / Отв. ред. У. А. Шустер. — Л.: Наука (ленингр. отд-ние), 1977. — 272 с.
- Старцев В. И. Революция и власть: Петроградский Совет и Временное правительство в марте — апреле 1917 г. — М.: Мысль, 1978. — 256 с., ил.
- Старцев В. И. Внутренняя политика Временного правительства первого состава / отв. ред. О. Н. Знаменский. — Л.: Наука (Ленингр. отд-ние), 1980. — 256 с.
- Старцев В. И. Крах керенщины / отв. ред. О. Н. Знаменский. — Л.: Наука (ленингр. отд-ние), 1982. — 272 с.
- Старцев В. И. 27 февраля 1917 / Под ред. А. Л. Афанасьева. — М.: Молодая гвардия, 1984. — 256 с. — (Памятные даты истории). — 75 000 экз.
- Старцев В. И. Штурм Зимнего: Документальный очерк. — Л.: Лениздат, 1987. — 136 с.
- Старцев В. И. Л. Д. Троцкий. Страницы политической биографии. — М.: Знание, 1989. — 64 с.
- Старцев В. И. Русское политическое масонство начала XX века. Программа и методические указания к спецкурсу. — СПб.: Третья Россия, 1992.
- Старцев В. И. Ненаписанный роман Фердинанда Оссендовского. — СПб.: Минерва, 1994.
  - Старцев В. И. Ненаписанный роман Фердинанда Оссендовского. — Изд. 2-е. — СПб.: Скарабей, 2001. — 304 с. — ISBN 5-94374-010-4.
  - Старцев В. И. Немецкие деньги и русская революция: Ненаписанный роман Фердинанда Оссендовского / Науч. ред. Б. Д. Гальперина. — Изд. 3-е. — СПб.: Крига, 2006. — 288 с. — 1000 экз. — ISBN 5-901805-25-9.
- Старцев В. И. Русское политическое масонство начала XX века. Учеб. пос. к специальному курсу. — СПб.: Третья Россия, 1996.
- Даринский А. В., Старцев В. И. История Санкт-Петербурга. XX век. — СПб.: Глагол, 1997. — 176 с. — 10 000 экз. — ISBN 5-89662-001-2.
- Даринский А. В., Старцев В. И. История Санкт-Петербурга. XVIII—XIX вв. — СПб.: Глагол, 2000. — 176 с. — 5000 экз. — ISBN 5-89662-014-4.
- Старцев В. И. Тайны русских масонов / под ред. Б. Д. Гальпериной; Сост. Б. П. Миловидов. — СПб.: Д.А.Р.К., 2004. — 320 с. — 1000 экз. — ISBN 5-98004-005-6.
- Даринский А. В., Старцев В. И. История Санкт-Петербурга. — СПб.: Глагол, 2007. — 256 с. — ISBN 5-89662-014-4.

Статьи и главы в коллективных трудах
- Старцев В. И. К вопросу о составе рабочей Красной гвардии Петрограда // История СССР. — 1962. — № 1. — С. 136—141.
- Старцев В. И. Бегство Керенского // Вопросы истории. — 1966. — № 11. — С. 204—206.
- Октябрьское вооружённое восстание. Семнадцатый год в Петрограде. Книга вторая. Л. 1967. Главы X и XI С. 171—368.
- Старцев В. И. В. И. Ленин в августе 1917 года // Вопросы истории. — 1967. — № 8. — С. 120—130.
- Старцев В. И. Демократическое совещание // Вопросы истории. — 1967. — № 9. — С. 210—213.
- Старцев В. И. Февральская буржуазно-демократическая революция 1917 г. // Советская историческая энциклопедия. — Т. 13. — М.: Советская энциклопедия, 1972.
- Старцев В. И. Баррикады 1905-го // Нева. — 1975. — № 1.
- Старцев В. И. Взлёт и падение Александра Керенского // Встречи с историей: очерки. — М.: Молодая гвардия, 1987. — С. 66—75.
- Старцев В. И. Ленин в октябре 1917 года // Вопросы истории. — 1987. — № 10. — С. 86—101.
- Старцев В. И. Вопрос о власти в октябрьские дни 1917 года // История СССР. — 1987. — № 5. — С. 36—55.
- Старцев В. И. Политические руководители Советского государства в 1922 — начале 1923 года // История СССР. — 1988. — № 5. — С. 101—122.
- Старцев В. И. Российские масоны XX века // Вопросы истории. — 1989. — № 6. — С. 33‒50.
- Старцев В. И. Русское политическое масонство. 1906—1918 гг. // История СССР. — 1989. — № 6; 1990. — № 1.
- Старцев В. И. Победа Октябрьского вооружённого восстания в Петрограде и Москве // Вопросы истории. — 1989. — № 12. — С. 30—53.[1]
- Старцев В. И. Тайна октябрьской ночи // Родина. — 1990. — № 1. — С. 14—17.
- Старцев В. И. Керенский: шарж и личность // Диалог. — 1990. — № 16. — С. 76—86.
- Октябрь 1917: Величайшее событие века или социальная катастрофа? / П. В. Волобуев, Г. 3. Иоффе, В. И. Старцев и др.; Под ред. П. В. Волобуева. — М.: Политиздат, 1991.
- Старцев В. И. Политик и человек // Нева. — 1991. — № 3. — С. 148—159.
- Старцев В. И. [Четыре статьи по истории масонства] // Санкт-Петербургские ведомости. — 9 ноября, 7 декабря 1991; 4 января, 4 апреля 1992.
- Старцев В. И. Свержение монархии и судьбы России // Свободная мысль. — 1992. — № 7. — С. 81—92.
- Старцев В. И. Русские политические масоны в правящей элите Февральской революции 1917 года // Россия в 1917 году. Новые подходы и взгляды. — Вып. 2. — СПб.: Третья Россия, 1994. — С. 18—23.
- Старцев В. И. М. М. Ковалевский — масон // М. М. Ковалевский в истории российской социологии и общественной мысли. — СПб.: Изд-во СПбГУ, 1996.
- Старцев В. И. Князь Д. И. Бебутов и его воспоминания // Английская набережная, 4. — СПб.: Лики России, 1997. ISBN 5-87417-051-0.
- Старцев В. И. Ещё о «тайне смерти Ленина» // Россия и современный мир. — 1998. — Вып. 4 (21).
- Старцев В. И. Письмо в редакцию // Вопросы истории. — 1999. — № 4‒5. — С. 173—175.
- Старцев В. И. Октябрь 1917-го: была ли альтернатива? // Свободная мысль. — 2007. — № 10. — С. 96—107.

Редактор и публикатор
- Ленин и революция: 1905 год / Сост. В. И. Старцев. — Л.: Лениздат, 1980.
- За кулисами видимой власти / [Сборник; предисл. В. Старцева]. — М.: Молодая гвардия, 1984. — 173 с.
- Октябрьская буря / сост. В. И. Старцев. — М.: Молодая гвардия, 1987. — 637 с., ил. (История Отечества в романах, повестях, документах)
- Питерские рабочие и Великий Октябрь / под ред. В. И. Старцева. — Л.: Наука (ленингр. отд-ние), 1987.
- Троцкий Л. Д. Сталинская школа фальсификаций / Вступ. ст., подготовка текста, прим. В. И. Старцева // Вопросы истории. — 1989. — № 7‒10, 12; 1990. — № 1.
- Платонов С. Ф. Сочинения по русской истории: В 2 т. / Отв. ред. В. И. Старцев. — СПб.: Стройлеспечать, 1993.
- Санкт-Петербург. 1703—1917 / Сост.: А. В. Даринский, В. И. Старцев и др. — СПб.: Глагол, 2000. — ISBN 5-88662-013-6. (в пер.)

Прочее
- Ленин и Октябрьское вооруженное восстание в Петрограде. Материалы всесоюз. науч. сессии, состоявшейся 13-16 ноября 1962 г. в Ленинграде [Ред. коллегия: И. И. Минц (отв. ред.) и др.]; Акад. наук СССР. — Москва: Наука, 1964. — 506 с.

## Семья
- 1-я жена — Людмила Иннокентьевна Старцева
- 2-я жена — Татьяна Васильевна Старцева[1].
- Сын — Старцев, Александр Витальевич.
- Дочь — Старцева (в замужестве Ильина) Анастасия Витальевна.